# Poschingerové

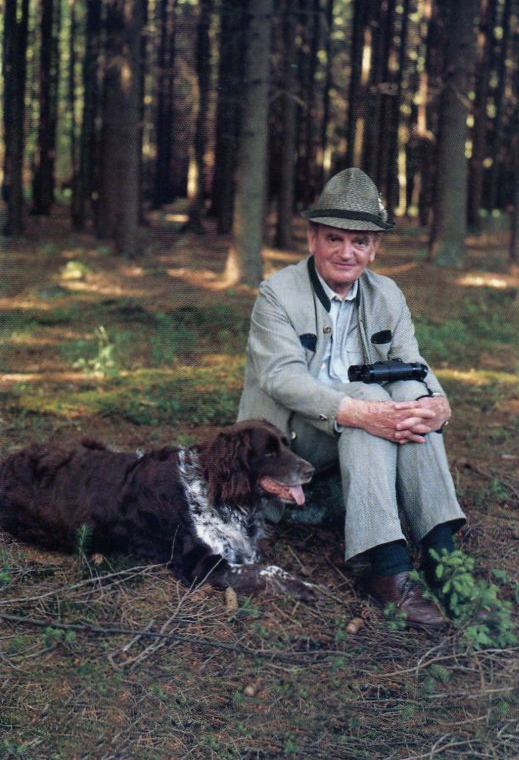
Adalbert svobodný pán von Poschinger-Bray 1995

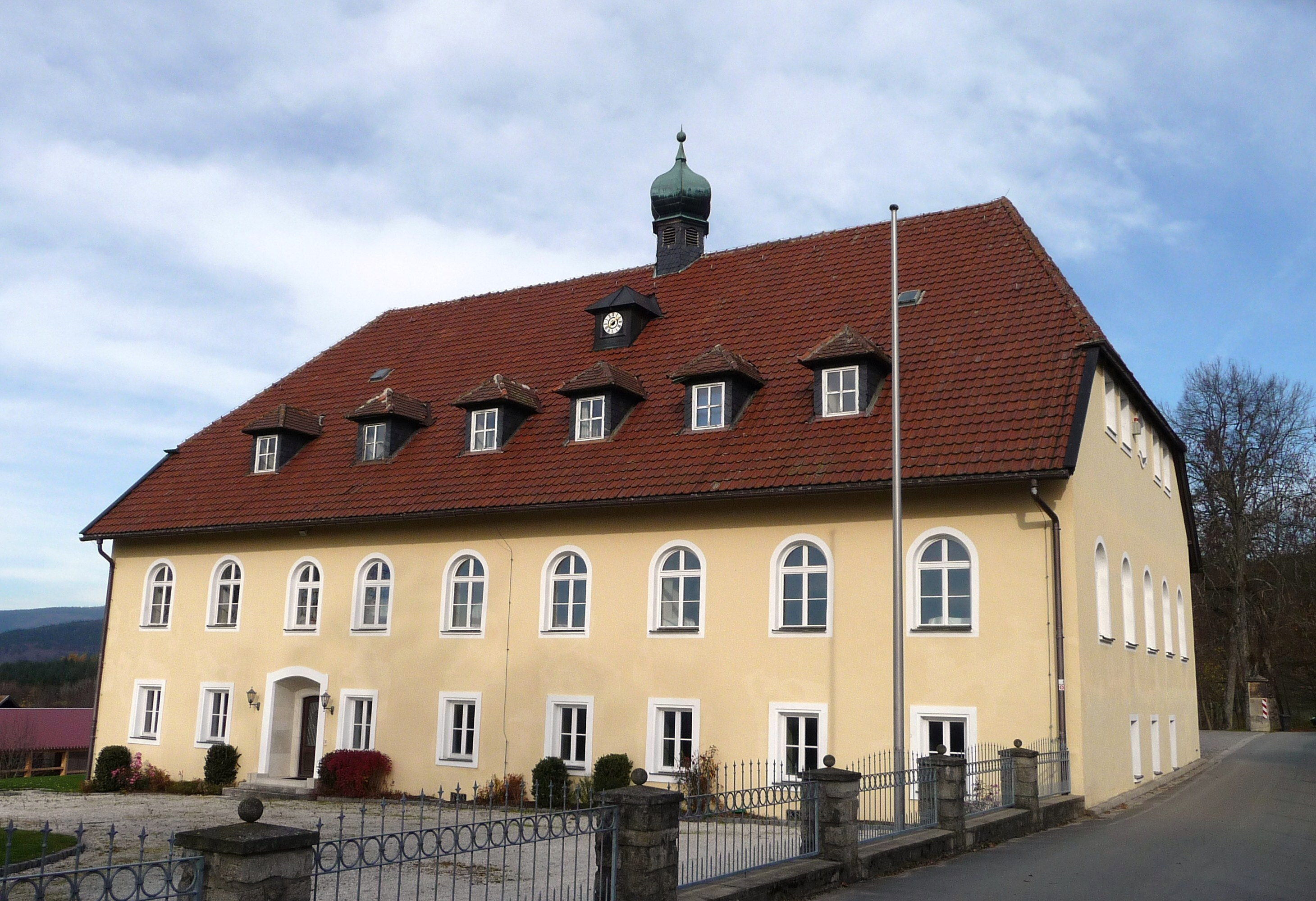
Zámek von Poschingerů ve Frauenau (Oberfrauenau)

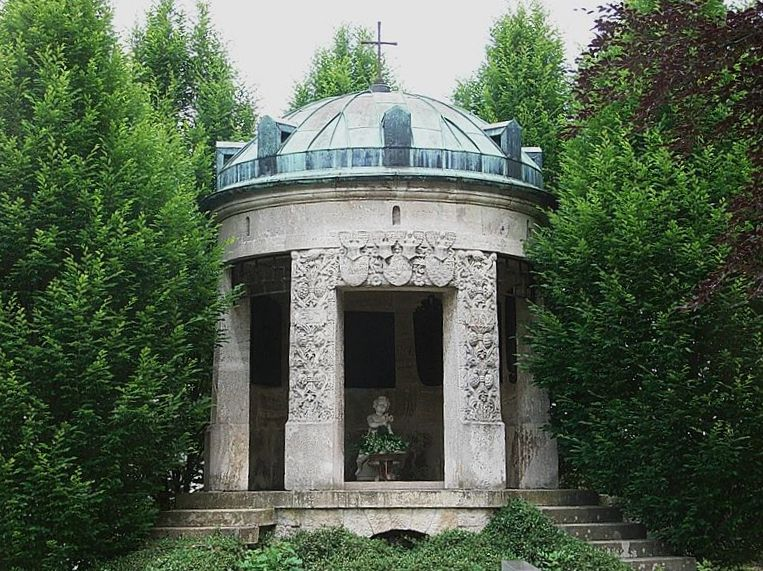
Rodinná hrobka von Poschingerů ve Frauenau

Poschingerové jsou starobylý bavorský šlechtický rod svobodných pánů, který je poprvé zmíněný v listinách roku 1140. Rodová linie ve Frauenau byla povýšena do rytířského a později baronského stavu Bavorského království, kde zastávala dědičné místo říšských radních stavovského sněmu. Linie tohoto rodu je stále aktivní, vlastní a spravuje svůj majetek, včetně panství Frauenau a pozemků v Bavorském lese.

## Historie
První doložená větev rodu Poschingerů působila jako ministerialita pasovských biskupů. Prvním známým členem rodu je jistý Rapoto de Paskengen zmíněný v listinách z roku 1140 v souvislosti s augustiniánským klášterem v Aldersbachu. Další linie rodu žily v oblastech kolem Mitterfelsu, Mettenu, Deggendorfu a později také v Pförringu u Ingolstadtu, na panství Sicklasberg u Konzellu a někteří Poschingerové působili jako radní ve Straubingu.
Rodokmen rodu nepřerušovaně pokračuje od jeho založení k Joachimu Poschingerovi z Pförringu (1523-1599), který je považován za člena poschingerské větve, která byla založena kolem roku 1262. Joachim Poschinger koupil v roce 1568 od rodu Degenbergů sklářské panství Zwieselau v zemském okrese Řezno, čímž začala sklářská tradice rodu Poschingerů, která přetrvala dodnes. Joachim obdržel 19. října 1547 v Řezně erbovní listinu od Petra Apiana, dvorního palatina císaře Karla V. a jeho syn Paulus získal roku 1592 sklářské panství Oberfrauenau v Bavorském lese, které se stalo rodovým sídlem této větve.
Díky držení Oberanzenbergu získal Wilhelm Poschinger 18. prosince 1643 od knížecího kurfiřta Maxmiliána I. šlechtický titul landsasse v Horní Falci. Od této doby rod Poschingerů získal vliv i v Horní Falci.
V roce 1873 byl Georg Benedikt II., rytíř z Poschingeru a pán z Frauenau, jmenován dědičným císařským radou bavorské koruny. Podle pořadí nástupnictví přešlo po smrti Georga Benedikta svěřenství na jeho bratra Eduarda Ferdinanda, který ho v roce 1901 předal svému synovi Eduardu Georgu Benediktovi, který byl 1. listopadu 1901 jmenován říšskou radou. V Mnichově 24. července 1901 byl imatrikulací Eduard Ferdinand Ritter von Poschinger povýšen knížetem regentem Luitpoldem Bavorským do dědičného baronského stavu s právem užívat titul Freiherr Poschinger von Frauenau.
Na příkaz regionálního prezidenta z 21. května 1953 byla přejmenována rodová linie Freiherr von Poschinger von Frauenau na Freiherr von Poschinger-Bray, důvodem byl sňatek Adalberta Freiherr Poschinger s Annou Marií, dědičkou hrabat z Bray-Steinburg.